# Kościół Najświętszego Serca Pana Jezusa w Trzebiczu
Kościół pw. Najświętszego Serca Pana Jezusa w Trzebiczu - murowany kościół zlokalizowany we wsi Trzebicz, w gminie Drezdenko, w województwie lubuskim.

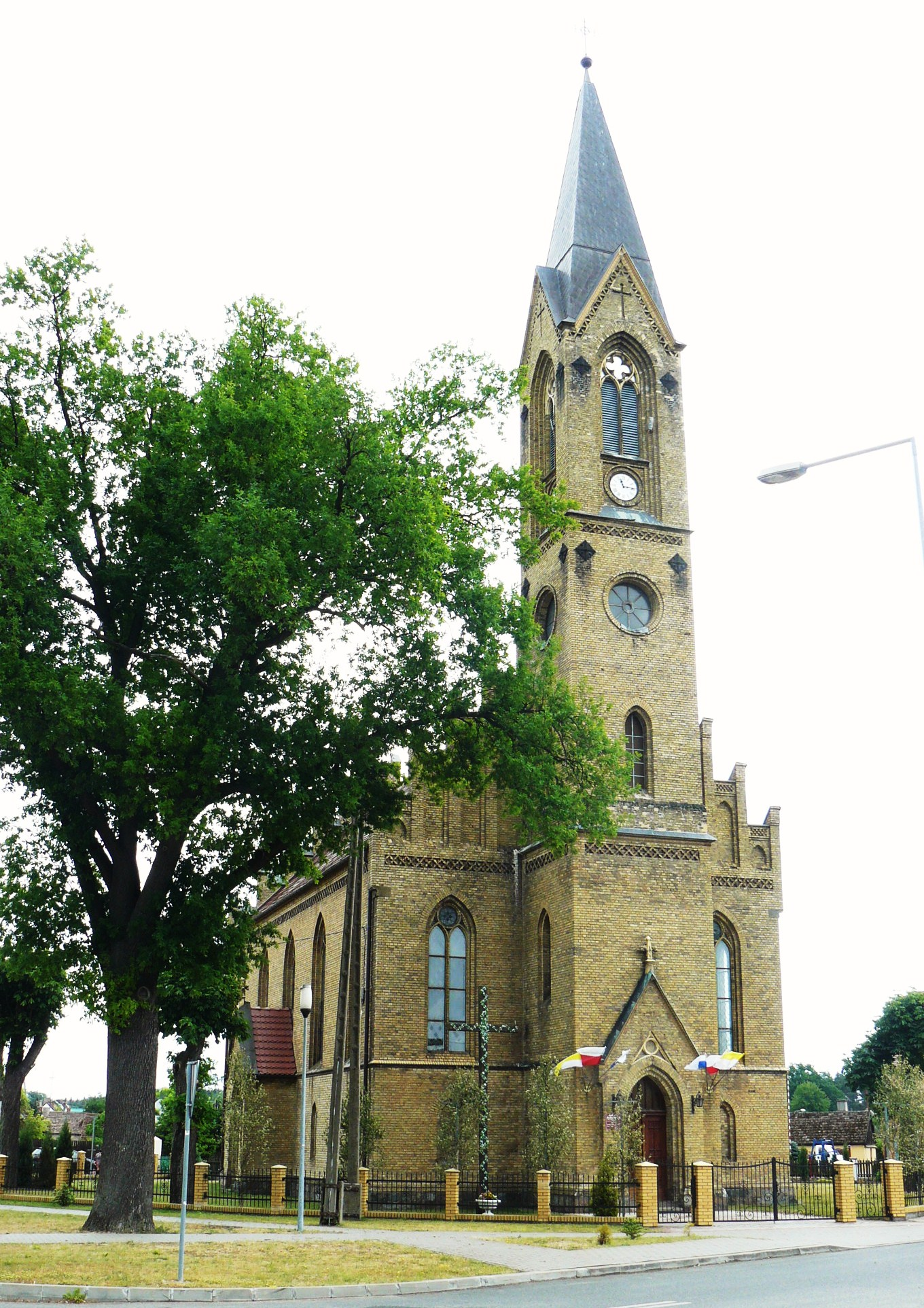
Wieża

## Historia
Pierwsza świątynia we wsi istniała w XVIII wieku. Z uwagi na zły stan techniczny budowli, została ona zastąpiona nową, w konstrukcji ryglowej. Oddano ją do użytku w lipcu 1749 (poświęcono go 3 listopada 1749). Kościół ten posiadał dwa dzwony, a miejsca w ławkach wylosowano, celem uniknięcia ewentualnych zatargów między wiernymi. Obiekt spłonął prawdopodobnie w 1762. 
W 1865 utworzono w Trzebiczu parafię ewangelicką, a w 1879 oddano do użytku obecną, neogotycką, ceglaną świątynię. Kościół, nakryty dachem dwuspadowym, zbudowano na planie prostokąta, z absydą i czterokondygnacyjną wieżą, krytą hełmem. We wnętrzu wystrój neogotycki, w tym empory oparte na drewnianych słupach.

## Wyposażenie
Na oryginalne wyposażenie neogotyckie składają się m.in.: ławki z przełomu XIX i XX wieku, fisharmonia (Mannborg) z początku XX wieku, prospekt organowy i manuał z początku XX wieku (Wilhelm Sauer, Frankfurt nad Odrą). Od 1951 jest siedzibą parafii katolickiej. Kościół był remontowany w 2008 (malowanie) i 2011 (elementy drewniane). 14 maja 2011 odsłonięto tablicę ku czci 60-lecia parafii (poświęcił ją bp Stefan Regmunt). W 2012 ponownie uruchomiono zegar na wieży.